# Bullseye – Der wahnwitzige Diamanten Coup
Bullseye – Der wahnwitzige Diamanten Coup alternativ Bullseye-Volltreffer! (Originaltitel: Bullseye!) ist eine Krimi-Komödie mit Roger Moore und Michael Caine aus dem Jahr 1990. Regie führte Michael Winner.

## Handlung
Kurz nach der Entlassung aus dem Gefängnis trifft sich der Kleinganove Sidney Lipton mit seinem ehemaligen Kumpanen, dem Betrüger Garald Bradley-Smith, bei der gemeinsamen Ex-Geliebten Willie, welche die beiden nach anfänglichen Bedenken zu einem neuen Coup überredet. Hierbei sollen sich die beiden ihre Ähnlichkeit mit den beiden Wissenschaftlern Doctor Hicklar und Sir John Bevistock zu Nutzen machen, welche gerade an einem neuartigen sauberen und nahezu kostenlosen Energiegewinnungssystem arbeiten.
Dafür haben beide als Vorschusszahlung Diamanten erhalten, die in zwei Bankschließfächern lagern. Den beiden Gaunern gelingt es, Abdrücke der Schlüssel zu erstellen und die Zahlenkombination der Fächer herauszufinden. Der Raub geht glatt, dennoch können Sidney und Garald wenig später von der Polizei gestellt werden, weil sie von einem befreundeten Polizisten verraten wurden. Beide werden zu Beamten von CIA und MI5 gebracht, welche Sidney und Garald erklären, dass Hicklar und Bevistock vorhatten, die Formel ihrer Energiemethode nicht an Großbritannien, sondern an den Meistbietenden zu verkaufen. Sidney und Garald werden nun gebeten, bei einer Fahrt mit dem Orient-Express durch Schottland die Bieter zu beschäftigen, während die Agenten von den mittlerweile inhaftierten Wissenschaftlern herauszufinden versuchen, wo die Formel ist. Als Unterstützung wird den Gangstern die CIA-Agentin Flo Fleming zugeteilt, die sich später als Tochter von Willie und einem der beiden herausstellt.
Den Wissenschaftlern gelingt die Flucht, doch Sidney und Garald können sie der Polizei überstellen und Flo Flemming findet die Formel. Als Fleming jedoch von der CIA abgewiesen wird, übergibt sie Sidney und Garald, ihren potenziellen Vätern, die Formel. Diese verkaufen die Formel nun an Großbritannien, womit sie den Reinfall mit den gefälschten Diamanten kompensieren können und sich in der Karibik niederlassen, während Flo Flemming nun in New Mexico arbeitet.
Das nun nach der Formel gebaute Kraftwerk stellt sich als Reinfall heraus und explodiert bei der Eröffnung.

## Hintergrund

### Produktion

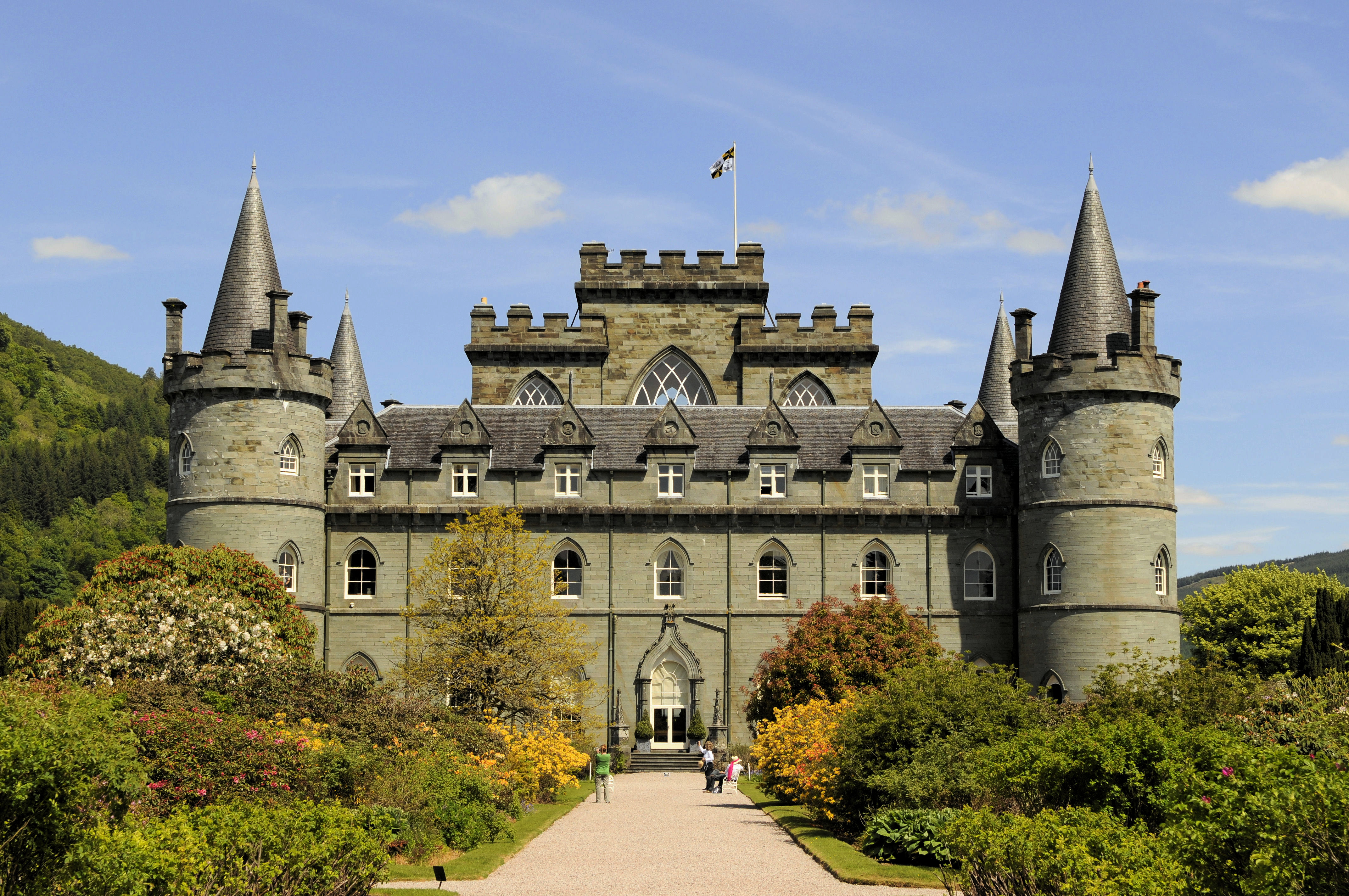
Inveraray Castle diente als Schauplatz für den Film

Gedreht wurden die Szenen der Zugfahrt durch das schottische Hochland im Orient Express. Als eins der schottischen Schlösser war Inveraray Castle in Argyll and Bute zu sehen.

### Veröffentlichung
Der Film startete am 2. November 1990 in den britischen Kinos. Wegen des geringen Erfolges schaffte es Bullseye! in den USA gar nicht erst in die Kinos und wurde dort am 28. August 1991 als Direct-to-Video veröffentlicht.

### Bemerkungen
- John Cleese hat einen Gastauftritt als Betrüger, der so aussieht wie John Cleese.
- Ebenso in kurzen Rollen waren Patsy Kensit als kranke Frau im Zug, Jenny Seagrove als Rezeptionistin und Begleiterin von John Cleese, sowie Kiran Shah als kleiner Boss bei der Auktion zu sehen.
- Die eng befreundeten Schauspieler Roger Moore und Michael Caine spielten hier ein erstes und einziges Mal zusammen in einer Filmproduktion.
- Im selben Jahr standen Michael Caine und Roger Moore auch für die Geburtstagsgala anlässlich Elizabeth Bowes-Lyon 90. Geburtstag im London Palladium gemeinsam auf der Bühne.[2]
- Der Titel Bullseye-Volltreffer! bezieht sich auf die Dartleidenschaft von Sidney Lipton.
- Deborah Moore wird im Abspann als Deborah Barrymore gelistet.

## Kritiken
„Agenten-Komödie mit zwei altgedienten Stars, der es an überzeugenden Gags und Rhythmus mangelt.“

„Fazit: Stars im Doppelpack nur halbwegs amüsant.“

„Witzige, fast nostalgische Gaunerkomödie von Regieprofi Michael Winner […], die sich voll und ganz auf die Präsenz seiner entspannt aufspielenden Altstars Roger Moore […] und Michael Caine […] verläßt. Gespickt mit Running Gags und verbalen Albernheiten entspinnt sich eine sorgfältig inszenierte Agentenstory, wie sie in den 70er Jahren aktuell war. Dabei fühlt man sich nicht zuletzt durch die Mitwirkung Roger Moores an diverse Bond-Filme erinnert. Gerade das Fehlen von High-Tech-Action wird dem Film jenes Publikum gewinnen, dem es in den meisten Actionkomödien zu hart und laut zugeht.“

## Synchronisation
| Rolle                                     | Darsteller    | Synchronsprecher |
| ----------------------------------------- | ------------- | ---------------- |
| Garald Bradley-Smith / Sir John Bevistock | Roger Moore   | Lothar Blumhagen |
| Sidney Lipton / Doctor Hicklar            | Michael Caine | Jürgen Thormann  |